# Перепічка
Пере́пічка — поколотий ножем корж, що робиться із кислого хлібного тіста і печеться на сковороді, намащеній маслом або салом.

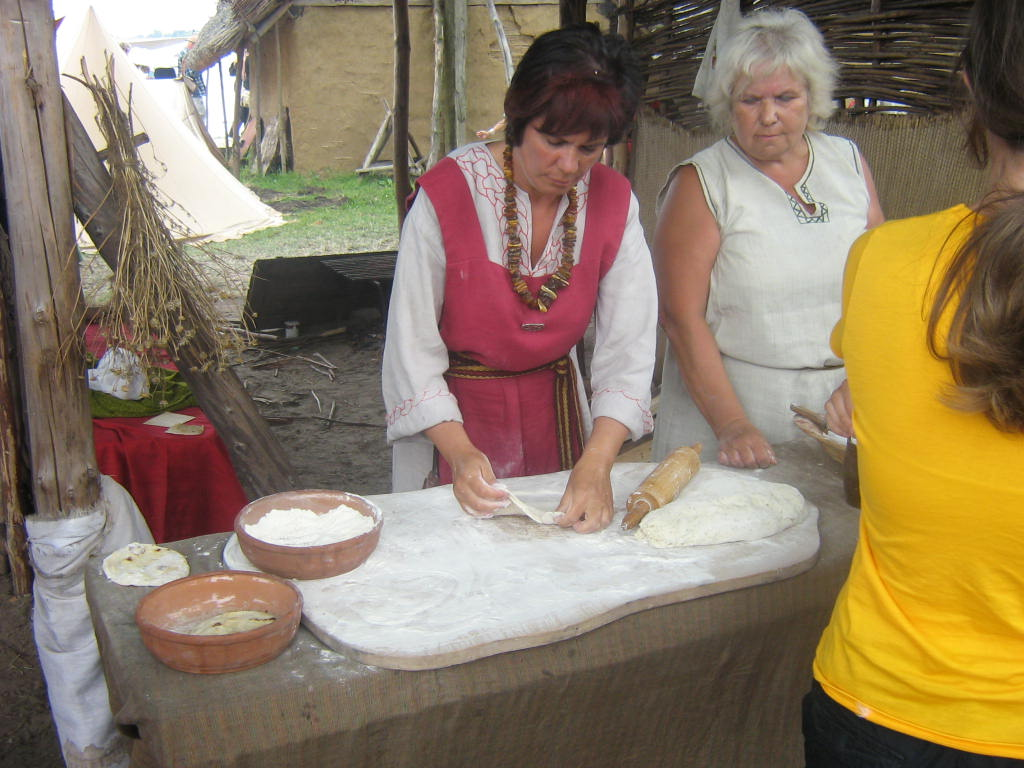
Приготування тіста для перепічок (у Польщі).

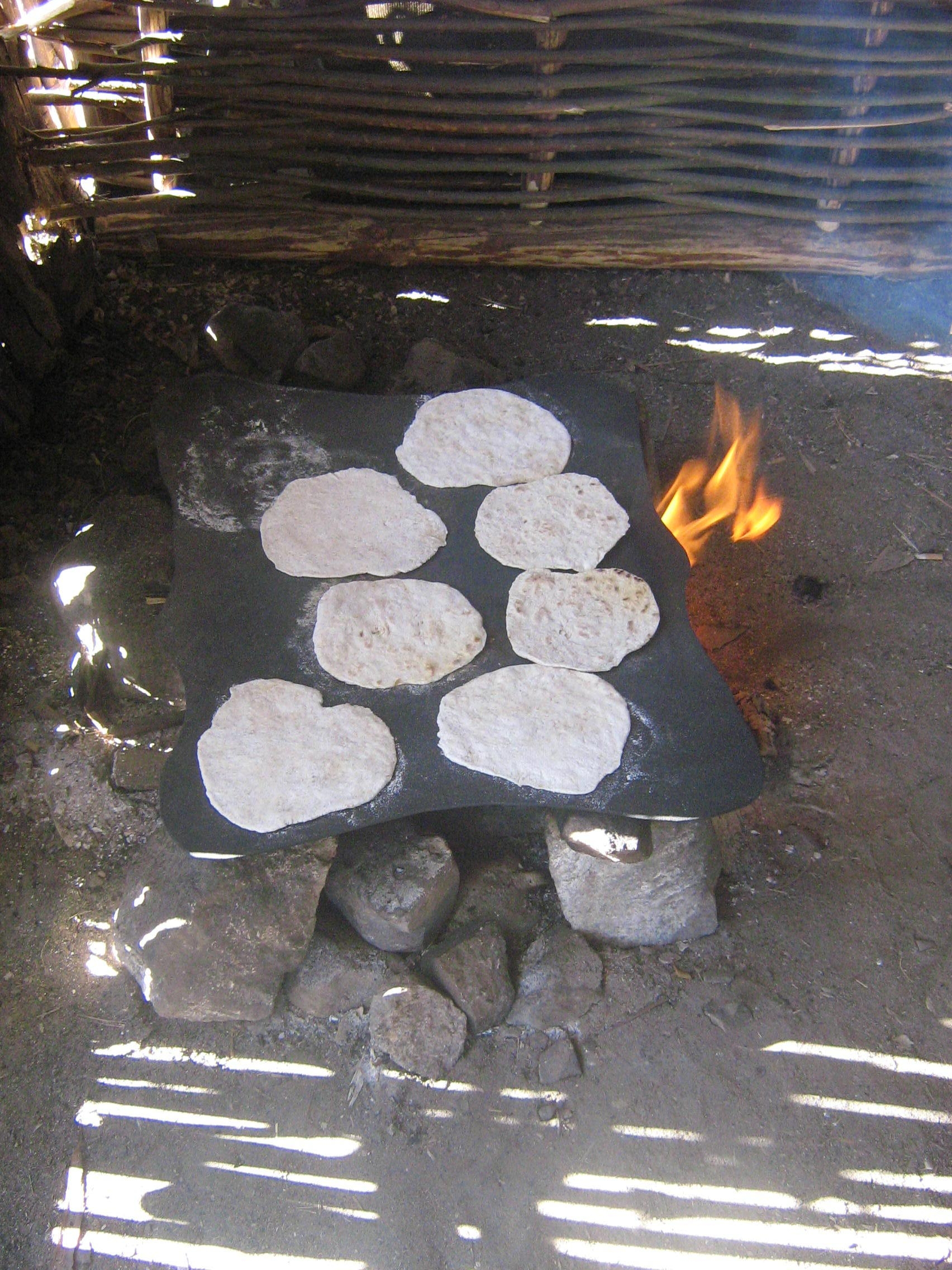
Варіант приготування (в польових умовах).

Перепічку робили із розчинного тіста тоді, коли не вистачало хліба до нової випічки. Закваску не витримували декілька годин, як годилося при виготовленні хліба, а робили значно швидше. Іноді, вчинивши хліб, відбирали частину хлібної розчини, замішували тісто, ліпили невеличкі булочки й випікали, не чекаючи, поки тісто підійде декілька разів. Такі перепічки із дріжджового тіста, які випікають перед хлібом, називаються «підпалки» (в діалектах «підпалок» — синонім слова «перепічка»; пол. podpłomyk).
Пекли перепічки переважно у суботу на сніданок. Сьогодні, попри те, що хліб домашньої випічки майже вийшов з ужитку, пампушки все ще наявні в селянському харчуванні. Сучасні заклади швидкого харчування у тісто, яке використовується для випікання перепічок, загортають сосиски та інші продукти. 
Також «перепічкою» раніше називали маленьку пасочку, яку залишають у священика після освячення пасок.